# Hedysarum argyrophyllum
Hedysarum argyrophyllum är en ärtväxtart som beskrevs av Carl Friedrich von Ledebour. Hedysarum argyrophyllum ingår i släktet buskväpplingar, och familjen ärtväxter. Inga underarter finns listade i Catalogue of Life.